# Guerra Chiquita
Der Guerra Chiquita (Spanisch für Kleiner Krieg; 1879 bis 1880) war der zweite der drei größeren Konflikte in der kubanischen Unabhängigkeitsbewegung. Er folgte dem Zehnjährigen Krieg (Guerra Larga; 1868 bis 1878) und fand vor dem eigentlichen Krieg um die Unabhängigkeit (auch Krieg von 95 – nach dem Jahr des Ausbruchs, 1895, genannt) statt, der dann direkt in den Spanisch-Amerikanischen Krieg führte, in dessen Folge Kuba seine Unabhängigkeit erlangte.
Der Krieg begann am 26. August 1879 und endete nach anfänglich kleineren Erfolgen in einer Niederlage der Rebellen im September 1880.

## Ursachen

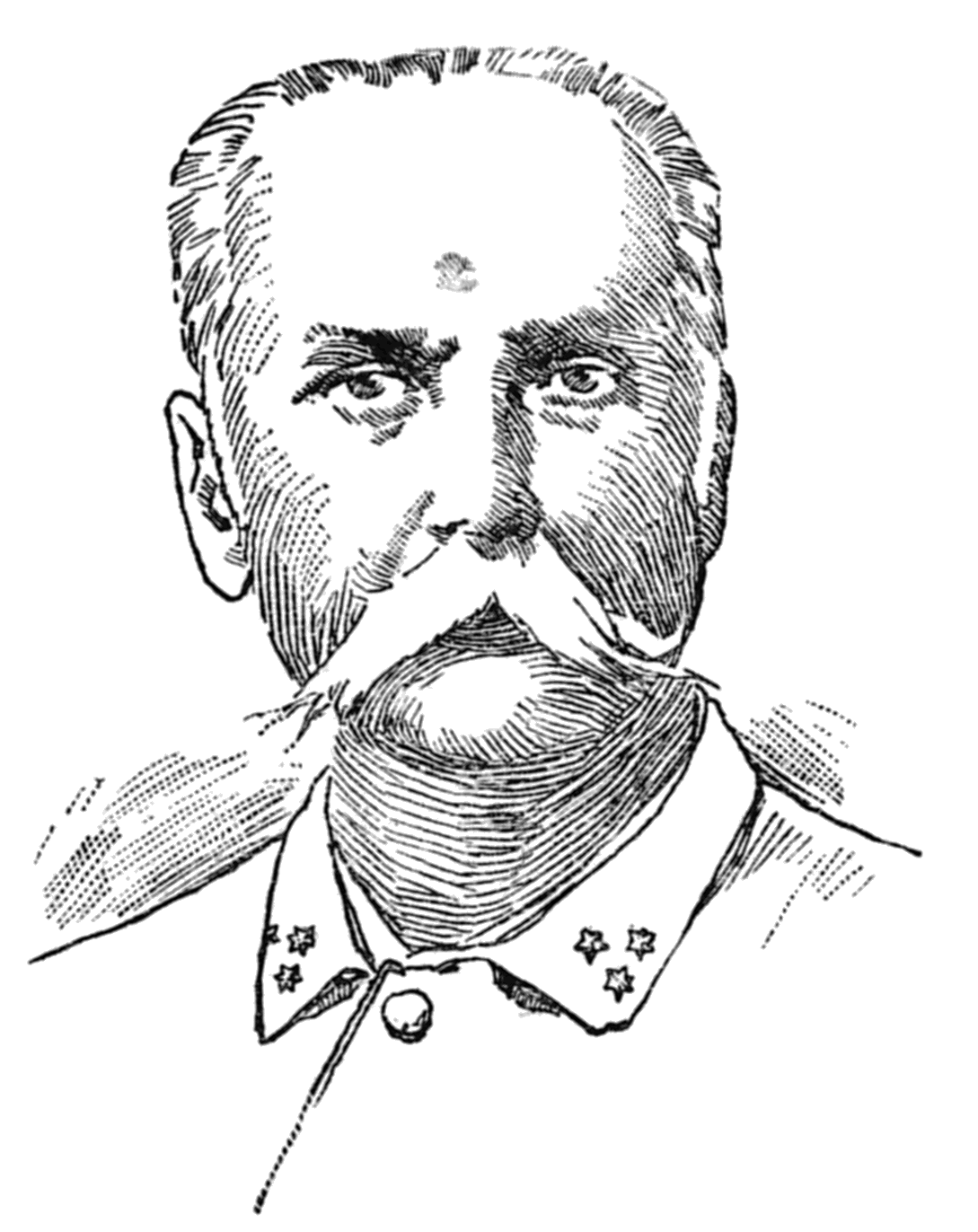
Calixto García.

Diesem Krieg lagen dieselben Ursachen zugrunde wie dem Zehnjährigen Krieg und eigentlich war er dessen Fortsetzung. Nach seiner Freilassung infolge des Paktes von Zanjón reiste Calixto García nach New York und organisierte dort das Kubanische Revolutionskomitee mit weiteren Revolutionären. Im Jahre 1878 veröffentlichte er ein Manifest gegen die spanische Kolonialmacht in Kuba. Dies geschah im Einverständnis mit anderen Revolutionsführern und so begann der Krieg am 26. August 1879.

## Der Krieg
Der Aufstand wurde von Calixto García angeführt, der einer der wenigen Revolutionsführer war, welcher den Pakt von Zanjón nicht unterschrieben hatte. Andere prominente Persönlichkeiten waren José Maceo, der Bruder von Antonio Maceo, Guillermo Moncada und Emilo Nuñez. Die Revolutionäre waren mit vielen schwierig zu lösenden Problemen konfrontiert. Es mangelte, abseits von García, an erfahrenen Führern und einer chronischen Knappheit an Waffen und Munition. Außerdem hatten sie keinerlei ausländische Alliierte an ihrer Seite. Die Bevölkerung war sowohl müde vom vorangegangenen Zehnjährigen Krieg als auch fehlte ihr der Glaube an einem möglichen Sieg, sodass sie stattdessen den Frieden herbeisehnte. Im Westen der Insel wurde ein Großteil der Revolutionsführer verhaftet, der Rest wurde zwischen 1879 und 1880 nach und nach zu Kapitulation gezwungen. Im September 1880 waren die Rebellen dann vollständig besiegt.

## Auswirkungen
Obwohl die Spanier Reformen versprachen, erwiesen sich diese als ineffektiv. Die Spanische Verfassung von 1876 wurde 1881 auch auf Kuba ausgeweitet, jedoch änderte dies wenig. Obwohl Kuba eigene Delegierte zum Cortes Generales, dem spanischen Parlament senden durfte, gehörten diese zu den konservativsten Kräften Kubas.
Der Mangel an wirklichen Reformen führte fünfzehn Jahre später zu einem weiteren Aufstand, den dritten Kubanischen Unabhängigkeitskrieg, der als Krieg von 95 in die Geschichte einging. Die Erfahrungen, die die revolutionären Generäle während des Kleinen Krieges sammelten, halfen ihnen schließlich im Krieg von 95 und im anschließenden Spanisch-Amerikanischen Krieg, und Kuba erreichte letztendlich seine Unabhängigkeit.